# Liste der Straßen in Essen-Dellwig
Die Liste der Straßen in Essen-Dellwig beschreibt das Straßensystem im Essener Stadtteil Dellwig mit den entsprechenden historischen Bezügen.

## Einführung und Überblick
In Essen-Dellwig leben 9124 Einwohner (30. September 2022) auf einer Fläche von 3,62 km². Dellwig hat die Postleitzahlenbezirke 45356, 45357.
Dellwig, frühere Schreibweisen waren auch Dalewic oder Delewic, begann als Bauerschaft, die im Jahre 1220 erstmals erwähnt wurde. 1332 werden in einem Verzeichnis des Stiftes Essen folgende drei Bauerngüter genannt: der Hof des Everhard von Delewyk, der Hof des Konrad von Delewik und der Hof Konrad Overbeck (ultra rivum). Hier werden diese Höfe dem Oberhof Ehrenzell abgabenpflichtig genannt, und nicht, wie man vermutet hätte, dem Hof Borbeck. Dellwig wurde 1915 als Teil der Bürgermeisterei Borbeck zur Stadt Essen eingemeindet, musste dabei aber nördliche Flächen abgeben. Das um 1360 erstmals genannte Haus Ripshorst, das unter anderem ein Rittersitz war und auch als Schutzburg der Essener Fürstäbtissinnen diente, befindet sich aus diesem Grunde heute auf Oberhausener Stadtgebiet.
Dellwig grenzt an die Stadtteile Bergeborbeck im Osten, Gerschede, Bedingrade und Frintrop im Süden, den Oberhausener Stadtteil Borbeck im Westen und Vondern (Oberhausen) sowie Ebel (Bottrop) im Norden.
Im Stadtteil gibt es 54 benannte Verkehrsflächen, darunter kein Platz. 12 Straßen befinden sich nur teilweise im Stadtteil:
Im Norden führen Einbleckstraße, Quellstraße und Tunnelstraße nach Oberhausen, im Nordosten führen Alte Bottroper Straße und Bottroper Straße nach Bergeborbeck, im Osten führen Donnerstraße, Haus-Horl-Straße und Levinstraße nach Gerschede, im Süden führt die Straße Reuenberg nach Bedingrade und im Südwesten führen Baustraße, Donnerberg und Schildberg nach Frintrop.
Durch den Stadtteil Dellwig verläuft
- Die Landesstraße L 229 auf der Donnerstraße und der Dellwiger Straße in Ost-West-Richtung
- Die Landesstraße L 445 auf der Prosperstraße und dem Reuenberg in Nord-Süd-Richtung
- Die Landesstraße L 631 auf der Bottroper Straße

## Liste der Straßen
Die nachfolgende Tabelle gibt eine Übersicht über die Straßen und Wege im Stadtteil mit entsprechenden Informationen.
- Name: aktuelle Bezeichnung der Straße.
- Länge/Maße in Metern:
 Die in der Übersicht enthaltenen Längenangaben sind gerundete Übersichtswerte, die in Google Earth mit dem dortigen Maßstab ermittelt wurden. Sie dienen Vergleichszwecken und werden, sofern amtliche Werte bekannt sind, ausgetauscht und gesondert gekennzeichnet. Der Zusatz „+“ bemerkt die Länge einer Straße in der Hauptlänge „+“ die abzweigenden Nebenstraßen.
 Bei Plätzen sind die Maße in der Form ab angegeben.
 Der Zusatz (im Stadtteil) gibt an, dass die Länge die des Straßenabschnitts innerhalb des Stadtkerns ist, sofern die Straße in benachbarte Stadtteile weitergeführt wird.
- Herleitung: Ursprung oder Bezug des Namens
- Datum der Benennung: amtliche Erstbenennung
- Anmerkungen: zusätzliche Informationen
- Bild: Foto der Straße oder eines anliegenden Objekts

| Name                   | Länge/Maße (in Metern)   | Herleitung | Datum der Benennung | Bemerkungen | Bild                                                                |
| ---------------------- | ------------------------ | --- | ------------------- | --- | ------------------------------------------------------------------- |
| Alte Bottroper Straße  | 245 (im Stadtteil)       | In den 1980er Jahren wurde die Bottroper Straße vor allem im Stadtteil Bergeborbeck als Ausfallstraße ausgebaut | 20. Aug. 1980       | Zwischen Haus-Horl-Straße und Sulterkamp wurde parallel zur Berne eine stark verbreiterte Bottroper Straße angelegt um Bus- und Lastverkehr von und nach Bottrop zu erleichtern. Das ersetzte Stück der ursprünglichen Bottroper Straße heißt nun Alte Bottroper Straße. |                                                                     |
| An der Lanterbeck      | 240                      | Flurname | 17. März 1971       | Die Straße verläuft parallel zur Gleisstraße und verbindet die Haus-Horl-Straße mit dem Pferdebrink. | An der Lanterbeck                                                   |
| Baasstraße             | 400                      | Kurzname: Heinrich Sandgathe (1843–1912), Schankwirt                                                            | 22. Jan. 1897       | Sandgathe war langjähriges Mitglied des Gemeinderats. Er hatte eine Schankwirtschaft an der Donnerstraße, Ecke Donnerberg. Baas ist ein aus dem Niederdeutschen stammender Ausdruck für Vermittler, Prinzipal und Meister und ein Beiname des Schankwirts. Die Baasstraße zweigt südlich von der Dellwiger Straße ab und bildet eine Schleife. | Baasstraße                                                          |
| Baustraße              | 170 (im Stadtteil)       | Kurzname | 8. Okt. 1896        | Bauunternehmer Johann Katemann baute in den 1890er Jahren die ersten Häuser der Straße. Die Baustraße führt nach Essen-Frintrop. Dabei kreuzt sie die Wertstraße und mündet in die Zugstraße. | Baustraße                                                           |
| Bergheimer Steig       | 375                      | Bauernschaft | 20. Nov. 1937       | Eine alte Bauerschaft auf Borbecker Gebiet hieß Barchem, Bargern oder Berchem. Die hochdeutsche Schreibweise davon ist Bergheim. Die Straße zweigt nordwestlich vom Reuenberg ab und mündet in der Ripshorster Straße. | Bergheimer Steig                                                    |
| Blitzstraße            | 360                      | Nebenstraße der Donnerstraße                                                                                    | 9. Juli 1915        | Parallel zur Blitzstraße verläuft die Bahnstrecke Mülheim-Heißen–Oberhausen-Osterfeld Nord und an der Kreuzung zur Donnerstraße liegt der Bahnhof Essen-Dellwig-Ost. Die Blitzstraße zweigt von der Donnerstraße ab und kreuzt den Wiesengrund, Regenweg und die Luthestraße. Am Übergang von der Blitzstraße zur Luthestraße gibt es eine Fußgängerunterführung unter der Bahnstrecke, die zur Rahmannstraße führt. | Blitzstraße                                                         |
| Bottroper Straße       | 620 (im Stadtteil)       | Ausfallstraße nach Bottrop                                                                                      | 29. Aug. 1927       | Die Bottroper Straße liegt am nordöstlichen Rand des Stadtteils an der Grenz zu Bergeborbeck, daher ist sie für Dellwig weniger relevant. Dennoch spielt die Bottroper Straße für Essen eine große Rolle als eine der zentralen Nord-Süd-Achsen vom Stadtkern nach Bottrop. |                                                                     |
| Clemens-Schmeck-Straße | 190 + 145                | Clemens Schmeck (1918–1984), Arzt und Pionier der Luftreinhaltung                                               | 17. Sep. 1986       | Schmeck kämpfte für die Luftreinhaltung im Ruhrgebiet. Allein die fünf Thomas-Stahlkonverter der Oberhausener Hütte verursachten fünf Tonnen Staub pro Stunde. Schmeck erstattete 1959 Strafanzeige wegen Körperverletzung gegen das Hüttenwerk Oberhausen AG. Die Clemens-Schmeck-Straße setzt sich zusammen aus verkehrsberuhigten und verzweigten Nebenstraßen zwischen Pferdebrink und Levinstraße. |                                                                     |
| Dachsfeld              | 300                      | Flurname | 13. Sep. 1922       | Die Straße zweigt westlich vom Reuenberg ab und kreuzt den Herskamp. | Dachsfeld                                                           |
| Dellwiger Straße       | 1600                     | Stadtteil Dellwig, im 11. Jahrhundert als Dalawik urkundlich erwähnt                                            | 9. Juli 1915        | Die Dellwiger Straße ist eine Durchgangsstraße in Ost-West-Richtung und mündet in die Donnerstraße. | Dellwiger Straße                                                    |
| Donnerberg             | 930 (im Stadtteil)       | Flurname: Donnerkamp                                                                                            | 9. Juli 1915        | Die Straße zweigt südlich von der Donnerstraße ab und kreuzt den Emscherblick und Schildberg, bevor die Straße südlich in den Stadtteil Frintrop führt. |                                                                     |
| Donnerstraße           | 910 (im Stadtteil)       | Flurname: Donnerkamp                                                                                            | 30. Apr. 1891       | Die Donnerstraße führt westlich in die Dellwiger Straße, zusammen bilden sie eine Hauptstraße in Ost-West-Richtung. Die Donnerstraße kreuzt die Prosperstraße, die mit dem Reuenberg eine Hauptachse in Nord-Süd-Richtung für den Stadtteil darstellt. | Donnerstraße                                                        |
| Einbleckstraße         | 650 (im Stadtteil)       | Flurname: Auf dem Einbleck                                                                                      | 28. Nov. 1895       | Die Einbleckstraße verläuft parallel zwischen Emscher und Rhein-Herne-Kanal. Die Straße verläuft im Westen nach Oberhausen-Borbeck und im Osten nach Bottrop-Ebel. Diese Straße ist komplette vom Straßennetz in Essen abgeschlossen und befindet sich in einer Exklave. Grund dafür ist die Gebietsreform 1915, bei der ungefähr 3 km² der Bürgermeisterei Borbeck aus den nördlichen Stadtteilen Dellwig und Frintrop an Oberhausen gegangen sind. Viele der alten Straßennamen wurden in Oberhausen-Borbeck übernommen und nicht geändert, so auch die Einbleckstraße oder auch die Quellstraße, Tunnelstraße oder Ripshorster Straße. | Eisenbahnbrücke über die Emscher, im Vordergrund die Einbleckstraße |
| Emil-Bredt-Weg         | 115                      | Emil Bredt (1884–1973), Evangelischer Geistlicher                                                               | 10. März 1982       | Emil Bredt (* 20. November 1884 in Barmen; † 18. Juli 1973 in Essen) war 1915 erster Pfarrer in der neu erbauten Friedenskirche der Gemeinde Essen-Dellwig-Frintrop-Gerschede. Die Sackgasse verläuft parallel zur Donnerstraße und zweigt vom Kraienbruch ab. | Emil-Bredt-Weg                                                      |
| Emscherblick           | 245                      | Ausblick auf die Emscher                                                                                        | 22. Feb. 1956       | Bei der Anlage der Straße war geplant, diese über eine Anhöhe zu führen von der man einen Blick auf die Emscher hat. Tatsächlich kann man die etwa einen Kilometer nördlich gelegene Emscher nicht ohne weiteres sehen, was auch an der dichten Bebauung liegt. Der Emscherblick verbindet die Ripshorster Straße mit dem Donnerberg. | Emscherblick                                                        |
| Gleisstraße            | 390                      | Kurzname | 14. Aug. 1896       | Die Straße lag an den Gleisen der 1879 eröffneten Güterbahnstrecke Frintrop-Bottrop. Die Straße verbindet die Haus-Horl-Straße mit der Rauchstraße. | Gleisstraße                                                         |
| Görtzpfad              | 175                      | Kotten Görtz | 3. Juni 1935        | Diese Sackgasse zweigt von der Ripshorster Straße ab und liegt in der Nähe vom Emscherblick. | Görtzpfad                                                           |
| Grandhöhe              | 180                      | Grand: grober Sand, feiner Kies                                                                                 | 24. Juni 1970       | Der Boden der Emscherregion hat einen kiesreichen Untergrund. In der Nähe der Grandhöhe ist in der Mutterrolle 1826 eine Grandkuhle vermerkt. Die Grandhöhe zweigt bogenförmig von der Grandstraße ab und liegt zwischen Grandstraße und Reuenberg. |                                                                     |
| Grandstraße            | 625                      | Grand: grober Sand, feiner Kies                                                                                 | 8. Okt. 1896        | Der Boden der Emscherregion hat einen kiesreichen Untergrund. In der Nähe der Grandhöhe ist in der Mutterrolle 1826 eine Grandkuhle vermerkt. Die Grandstraße verläuft in einem langen Bogen westlich vom Reuenberg. |                                                                     |
| Haus-Horl-Straße       | 470 + 490 (im Stadtteil) | Haus Horl | 9. Juli 1915        | Die Haus-Horl-Straße verläuft in Ost-West-Richtung zwischen Prosperstraße und Alte Bottroper Straße. Zwischen Kraienbruch und Levinstraße verlässt die Straße kurzzeitig den Stadtteil nach Essen-Gerschede. | Haus-Horl-Straße                                                    |
| Hauwinkel              | 90                       | Flurname | 5. Aug. 1936        | Die Straße bildet ein Dreieck mit dem Klaumerbruch und der Prosperstraße. | Hauwinkel                                                           |
| Heinz-Bäcker-Straße    | 515 + 125                | Heinz Bäcker (1903–1985), Gründer des RuWa Dellwig e. V.                                                        | 9. Aug. 1989        | Diese Zufahrtsstraße verläuft zwischen Haus-Horl-Straße und Levinstraße und bietet den Zugang zum Industriegebiet. Auf diesem Gelände stand früher die Zeche Christian Levin. |                                                                     |
| Herskamp               | 475                      | Hofname: Hyrsekamp, Heeskamp, Heerskamp oder Herskamp                                                           | 9. Juli 1915        | Die Straße verläuft westlich parallel zum Reuenberg und verbindet den Bergheimer Steig mit der Luthestraße. | Herskamp                                                            |
| Im Dreieck             | 150                      | Bildet mit Wiesengrund und Luthestraße ein Dreieck                                                              | 15. Juli 1954       | | Im Dreieck                                                          |
| Keusenkothen           | 105                      | Eigentümer eines Kottens des Hofes Bonnekamp                                                                    | 15. Jan. 1975       | Die kurze Sackgasse zweigt westlich von der Prosperstraße ab und liegt in der Nähe der Mellisaue. | Keusenkothen                                                        |
| Klaumerbruch           | 965                      | Flurname | 9. Juli 1915        | Die Straße zweigt westlich von der Prosperstraße ab und kreuzt den Hauwinkel, den Söllockweg und die Vondernstraße. | Klaumerbruch                                                        |
| Kraienbruch            | 700 + 435                | Flurname | 9. Juli 1915        | Die Straße verläuft parallel zur Grenze nach Essen-Gerschede. Der Kraienbruch ist unterbrochen durch die Bahnstrecke Duisburg–Dortmund, die lediglich von Fußgängern und Radfahrern unterquert werden kann. Wenige Meter nördlich der Kreuzung Donnerstraße liegt eine weitere Bahnstrecke. Die Bahnstrecke Mülheim-Heißen–Oberhausen-Osterfeld Nord unterbricht den Kraienbruch nicht und ist auch für den Straßenverkehr zu unterqueren. | Kraienbruch                                                         |
| Langhölterweg          | 250 + 105                | Flurname | 27. Feb. 1928       | Der Langhölterweg liegt südlich der Haus-Horl-Straße und verbindet sie mit dem Kraienbruch. Am Langhölterweg liegt die Kirche St. Michael. | Langhölterweg                                                       |
| Levinstraße            | 205 (im Stadtteil)       | Zeche Christian Levin                                                                                           | 9. Juli 1915        | Der nördliche Teil der Levinstraße verläuft im Stadtteil Dellwig. Im weiteren Verlauf südlich dann Essen-Gerschede und schließlich Borbeck-Mitte. Der nördliche Teil der Levinstraße mündet in die Rauchstraße. | Alte Gaststätte „Zeche Levin“                                       |
| Luthestraße            | 490                      | Franz Luthe, im Jahre 1836 Besitzer des Herskamps                                                               | 8. Okt. 1896        | Die Luthestraße zweigt westlich vom Reuenberg ab und führt über den Herskamp zum Wiesengrund. | Luthestraße                                                         |
| Matthias-Lambertz-Weg  | 180                      | Matthias Lambertz (1872–1942), Pfarrer an St. Michael in Essen-Dellwig                                          | 25. März 1987       | Eine kurze Sackgasse, die vom Kraienbruch abzweigt und parallel zur Donnerstraße verläuft. |                                                                     |
| Mellisaue              | 345                      | Pächter des Kraienhofes 1444                                                                                    | 25. Feb. 1937       | Die Mellisaue verbindet den Kraienbruch mit der Prosperstraße. Durch die Einbahnstraße ist die Zufahrt zur Mellisaue nur über den Kraienbruch möglich. | Mellisaue                                                           |
| Pferdebrink            | 410                      | Flurname | 9. Juli 1915        | Die Straße führt im Bogen von der Gleisstraße zur Haus-Horl-Straße und kreuzt An der Lanterbeck. | Pferdebrink                                                         |
| Prosperstraße          | 1195                     | Zeche Prosper                                                                                                   | 9. Juli 1915        | Die Prosperstraße führt von der Donnerstraße im Süden bis zur Grenze nach Bottrop im Norden und trägt dabei die Bezeichnung Landesstraße 445. | Prosperstraße                                                       |
| Quellstraße            | 50 (im Stadtteil)        | Kurzname: Nähe zur ehemaligen Bachstraße                                                                        | 14. Aug. 1896       | Die Straße führte von der Einbleckstraße zur ehemaligen Bachstraße (heute Vondernstraße). Da „jeder Bach eine Quelle besitzt“, wurde dieser Name gefunden. Die Quellstraße verläuft größtenteils im Stadtteil Oberhausen-Borbeck. Dieser Stadtteil wurde 1915 im Zuge der Gebietsreform von der Bürgermeisterei Borbeck (jetzt Essen-Borbeck) abgetrennt und Oberhausen zugeschlagen. |                                                                     |
| Rahmannstraße          | 315                      | Hofname | 9. Juli 1915        | Die Rahmannstraße führt von der Donnerstraße zum Reuenberg und verläuft parallel zur Bahnstrecke Mülheim-Heißen–Oberhausen-Osterfeld Nord. | Rahmannstraße                                                       |
| Rauchstraße            | 525                      | Kurzname: Rauch der Zeche Levin                                                                                 | 12. Nov. 1934       | Die Rauchstraße führt von der Prosperstraße zur Levinstraße. Auf halber Strecke auf Höhe der Gleisstraße wird die Güterbahnstrecke Duisburg-Wedau–Bottrop Süd unterfahren. |                                                                     |
| Regenweg               | 90                       | Passend zu Donnerstraße und Blitzstraße                                                                         | 15. Juli 1954       | Der Regenweg verläuft zwischen Luthestraße und Blitzstraße. | Regenweg                                                            |
| Reuenberg              | 1170 (im Stadtteil)      | Flurname | 9. Juli 1915        | Der Reuenberg verläuft größtenteils an der östlichen Grenze des Stadtteils zum Stadtteil Essen-Gerschede. Nach der Kreuzung Donnerstraße nordwärts geht sie in die Prosperstraße über. Der Reuenberg führt über die gesamte Länge die Landesstraße 445, die eine Hauptverkehrsstraße für die Stadtteile Bedingrade, Dellwig und Gerschede ist und im Norden nach Bottrop führt. | Reuenberg                                                           |
| Ripshorster Straße     | 1545                     | Haus Ripshorst                                                                                                  | 9. Juli 1915        | Die Ripshorster Straße führt vom Bergheimer Steig im Süden über die Donnerstraße im Norden hinweg bis zum Gleispark Frintrop. Dort überschreitet sie die Stadtgrenze in den Stadtteil Oberhausen-Borbeck. | Ripshorster Straße                                                  |
| Rollstraße             | 225                      | Kurzname | 22. Jan. 1897       | Früher verlief parallel zur Rollstraße die Anschlussbahn zur Zeche Prosper I, auf der die Kohle abgerollt wurde. Sie ist eine Sackgasse, die von der Rauchstraße nördlich abzweigt und in der Nähe der Güterbahnstrecke Duisburg-Wedau–Bottrop Süd liegt. | Rollstraße                                                          |
| Scheppmannskamp        | 265                      | Flurname | 9. Juli 1915        | Die Straße verläuft größtenteils parallel zur Prosperstraße und mündet in den Klaumerbruch. An der Straße liegt das Freibad Hesse sowie das Erholungsgebiet Scheppmannskamp. |                                                                     |
| Schienenspur           | 130                      | Benachbarte Eisenbahnlinie                                                                                      | 20. Nov. 1937       | Die Straße ist eine kurze Sackgasse, die von der Ripshorster Straße abzweigt und am Gleispark Frintrop liegt. |                                                                     |
| Schildberg             | 390 (im Stadtteil)       | Flurname | 9. Juli 1915        | 1826 wird Wilhelm Beckmann aus Dellwig als Besitzer von Ackerland am Schildberg genannt. Der Schildberg zweigt von der Donnerstraße ab und führt in den Stadtteil Essen-Frintrop. | Schildberg                                                          |
| Schilfstraße           | 290                      | Kurzname | 8. Okt. 1896        | Schilf in den Niederungen des Pausmühlenbachs. Die Schilfstraße zweigt westlich von der Prosperstraße ab. An der Schilfstraße liegt die Friedenskirche Dellwig. | Schilfstraße                                                        |
| Söllockweg             | 555                      | Flurname | 15. Jan. 1969       | Der Söllockweg verläuft in einem Bogen zwischen Schilfstraße und Prosperstraße und verbindet sie mit dem Klaumerbruch. | Söllockweg                                                          |
| Tauweg                 | 190                      | Passend zu Donnerstraße und Blitzstraße                                                                         | 3. Juli 1956        | Die Straße verläuft zwischen Herskamp und Luthestraße. | Tauweg                                                              |
| Tunnelstraße           | 345 (im Stadtteil)       | Tunnel unter der Eisenbahnlinie Heißen-Borbeck-Osterfeld                                                        | 8. Okt. 1896        | Die Tunnelstraße verläuft von der Ripshorster Straße im Süden durch den namensgebenden Tunnel sowie einen Bahnübergang nach Oberhausen-Borbeck im Norden. | Bahnübergang Tunnelstraße                                           |
| Vieselmanns Ried       | 335                      | Hof Vieselmann                                                                                                  | 5. Aug. 1936        | Die Straße befindet sich im Bogen des Söllockwegs. | Vieselmanns Ried                                                    |
| Vondernstraße          | 750 + 75                 | Haus Vondern | 9. Juli 1915        | Im Süden zweigt die Vondernstraße von der Ripshorster Straße als Sackgasse ab, die an der Bahnstrecke Duisburg-Wedau–Bottrop Süd endet. Südlich der Bahnstrecke verläuft die Vondernstraße größtenteils parallel zur Stadtzgrenze zu Oberhausen und kreuzt den Klaumerbruch. | Bahnübergang Vondernstraße                                          |
| Vonnemanns Wiese       | 275                      | Hof Vonnemann zugehörige Wiese                                                                                  | 25. Feb. 1937       | Die Straße verläuft als Einbahnstraße im Bogen von und zur Mellisaue. | Vonnemanns Wiese                                                    |
| Wertstraße             | 460                      | Kurzname: Wilhelm Werkhausen (1851–1941)                                                                        | 14. Aug. 1896       | Die Straße zweigt südlich von der Dellwiger Straße ab und führt bis zur Richtstraße an der Grenze zu Essen-Frintrop. | Wertstraße                                                          |
| Wiesengrund            | 195                      | Vor der Bebauung als Wiese genutzt                                                                              | 15. Juli 1954       | Der Wiesengrund liegt zwischen Blitzstraße und Luthestraße. | Wiesengrund                                                         |
| Zugstraße              | 495                      | Kurzname: Rangierbahnhof Frintrop                                                                               | 25. Juni 1901       | Die Straße liegt südlich der Dellwiger Straße in der Nähe des Gleisparks Frintrop. | Zugstraße                                                           |

## Liste ehemaliger Straßennamen
Die Liste ehemaliger Straßennamen erhebt keinen Anspruch auf Vollständigkeit.
| Name               | von           | bis           | umbenannt in (aktuell)      | Herleitung                                                            | Bemerkungen |
| ------------------ | ------------- | ------------- | --------------------------- | --------------------------------------------------------------------- | --- |
| Bachstraße         | 29. Nov. 1895 | 9. Juli 1915  | → Vondernstraße             |                                                                       | |
| Bahnhofstraße      | 30. Apr. 1891 | 9. Juli 1915  | → Dellwiger Straße          |                                                                       | |
| Bergstraße         | 30. Apr. 1891 | 9. Juli 1915  | → Prosperstraße → Reuenberg | Kurzname: Die Straße führt über einen Berg                            | Der heutige Teil der Prosperstraße südlich der Rauchstraße hieß vor 1915 Bergstraße, ebenso die gesamte Länge der heutigen Straße Reuenberg. |
| Bruchstraße        | 28. Nov. 1895 | 29. Aug. 1927 | → Alte Bottroper Straße     |                                                                       | |
| Burgstraße         | 28. Nov. 1895 | 9. Juli 1915  | → Scheppmannskamp           |                                                                       | |
| Einbleckstraße     | 27. Nov. 1933 | 15. Jan. 1969 | → Söllockweg                |                                                                       | |
| Fallstraße         | 14. Aug. 1896 | 20. Nov. 1937 | → Bergheimer Steig          | Kurzname: Die Straße führt über einen abfallenden Berg                | |
| Grünstraße         | 30. Apr. 1891 | 9. Juli 1915  | → Kraienbruch               |                                                                       | |
| Hoffnungsstraße    | 28. Nov. 1895 | 9. Juli 1915  | → Donnerberg                |                                                                       | |
| Klaumerbruchstraße | 22. Juni 1909 | 9. Juli 1915  | → Klaumerbruch              |                                                                       | |
| Marsstraße         | 8. Okt. 1896  | 9. Juli 1915  | → Pferdebrink               |                                                                       | |
| Moorstraße         | 8. Okt. 1896  | 9. Juli 1915  | → Blitzstraße               |                                                                       | |
| Moorstraße         | 8. Okt. 1896  | 15. Juli 1954 | → Regenweg                  |                                                                       | |
| Nordstraße         | 30. Apr. 1891 | 9. Juli 1915  | → Ripshorster Straße        | Kurzname: Die Straße liegt am nördlichen Ende des Bezirks             | |
| Prosperstraße      | 30. Apr. 1891 | 9. Juli 1915  | → Levinstraße               | Zeche Prosper                                                         | |
| Prosperstraße      | 30. Apr. 1891 | 12. Nov. 1934 | → Rauchstraße               | Zeche Prosper                                                         | |
| Rahmstraße         | 8. Okt. 1896  | 9. Juli 1915  | → Rahmannstraße             | Kurzname: Hof Rahmann                                                 | |
| Rahmstraße         | 14. Aug. 1896 | 3. Juli 1956  | → Tauweg                    | Kurzname: Hof Rahmann                                                 | |
| Saumstraße         | 8. Okt. 1896  | 9. Juli 1915  | → Schildberg                | Kurzname: Die Straße säumt den katholischen und evangelische Friedhof | |
| Siepenstraße       | 17. Feb. 1911 | 9. Juli 1915  | → Herskamp                  |                                                                       | |